# Sven Lovén (etnograf)
Sven Edvard Lovén, född 13 februari 1875 i Malmö, död 5 april 1948 i Göteborg, var en svensk etnograf.
Sven Lovén var son till häradshövdingen och advokaten Christian Henrik Lovén och sonson till Sven Lovén. Efter mogenhetsexamen i Malmö 1896 blev han filosofie kandidat vid Lunds universitet 1899, filosofie licentiat vid Göteborgs högskola 1912 och efter disputation 1924 filosofie doktor där 1925. Därutöver studerade Lovén vid de etnografiska museerna i Berlin, Köpenhamn, Paris och London. Han tjänstgjorde vid Göteborgs museums etnografiska avdelning 1922–1923 och vid Riksmuseets etnografiska avdelning 1925–1929. 1924–1929 var han docent i allmän och jämförande etnografi vid Göteborgs högskola, där han vid olika tillfällen var examinator och 1934–1938 hade förordnande att föreläsa. Lovén besökte 1935 Västindien, där han studerade Taínofolkets kultur på Antillerna och Bahamas. Han skrev bland annat Über die Wurzeln der tainischen Kultur (1924, doktorsavhandling) och dess fortsättning Origins of the Tainan Culture, West Indies (1935). Sven Lovén är begravd på Sankt Pauli norra kyrkogård i Malmö.